# 默瑟縣 (西維吉尼亞州)
默瑟縣（Mercer County, West Virginia）是美國西維吉尼亞州南部的一個縣，南鄰維吉尼亞州。面積1,090平方公里。根據美國2000年人口普查，共有人口62,980人。縣治普林斯頓 (Princeton)。
成立於1837年3月17日。本縣紀念在美國獨立戰爭普林斯頓戰役中戰死的休·默瑟准將 (Mercer County)。